# جايسون موريسون
جايسون موريسون (بالإنجليزية: Jason Morrison)‏ (7 يونيو 1984 بجامايكا - ) هو لاعب كرة قدم جامايكي في مركز الوسط. شارك مع منتخب جامايكا لكرة القدم. أما مع النوادي، فقد لعب مع نادي أوليسوند ونادي بورتمور يونايتد ونادي سترومسغودست ونادي فيرينتسفاروشي وVillage United F.C. ‏ ورويال وايت ستار بروكسل ‏.

## روابط خارجية
- جايسون موريسون على موقع قاعدة بيانات كرة القدم.إي يو (الإنجليزية)
- جايسون موريسون على موقع ناشيونال فوتبول تيمز (الإنجليزية)
- جايسون موريسون على موقع Soccerway.com (الإنجليزية)